# Comuna Bahmut, Călărași
Comuna Bahmut este o comună din raionul Călărași, Republica Moldova. Este formată din satele Bahmut (sat-reședință) și Bahmut (loc. st. c. f.).

## Geografie
Comuna Bahmut are o suprafață totală de 16,76 kilometri pătrați, fiind cuprinsă într-un perimetru de 21,98 km. Din componența comunei fac parte 2 localități: Bahmut și Bahmut – stație de cale ferată. Suprafața totală a localităților din cadrul comunei alcătuiește aproximativ 1,97 kilometri pătrați.

## Demografie
La recensământul din 2004, populația la nivelul comunei Bahmut constituie 1.967 de oameni, dintre care 49,36% - bărbați și 50,64% - femei. Compoziția etnică a populația comunei arată în felul următor: 97,36% - moldoveni/români, 1,07% - ucraineni, 1,27% - ruși, 0,10% - bulgari, 0,05% - polonezi, 0,15% - alte etnii. În comuna Bahmut au fost înregistrate 660 de gospodării casnice în anul 2004, iar mărimea medie a unei gospodării era de 3.0 persoane.
Conform datelor recensământului din 2014, populația la nivelul comunei Bahmut constituie 1.670 de oameni, dintre care 49,9% - bărbați și 50,1% - femei. În comuna Bahmut au fost înregistrate 557 de gospodării casnice în anul 2014.
| Grup etnic                           | Populație | % Procentaj |
| ------------------------------------ | --------- | ----------- |
| Băștinași declarați Moldoveni/Români | 1 593     | 95,4%       |
| Români                               | 40        | 2,4%        |
| Ucraineni                            | 16        | 1,0%        |
| Altele                               | 21        | 1,2%        |
| Total                                | 1 670     | 100%        |

## Administrație și politică
Primarul este Igor Godea din partea PAS (Partidul Acțiune și Solidaritate), ales în noiembrie 2023.
Componența Consiliului local Bahmut (11 consilieri), ales la 5 noiembrie 2023, este următoarea:
|  | Partid                                       | Consilieri | Componență | Componență | Componență | Componență | Componență | Componență | Componență |
|  | -------------------------------------------- | ---------- | ---------- | ---------- | ---------- | ---------- | ---------- | ---------- | ---------- |
|  | Partidul Acțiune și Solidaritate             | 7          |            |            |            |            |            |            |            |
|  | Partidul Socialiștilor din Republica Moldova | 3          |            |            |            |            |            |            |            |
|  | Candidat independent SERGIU ȚUGUI            | 1          |            |            |            |            |            |            |            |